# Route 666
"Route 666" is de dertiende aflevering van de televisieserie  Supernatural, voor het eerst uitgezonden op The WB Television Network op 31 januari 2006. De aflevering is geschreven door Eugenie Ross-Leming en Brad Buckner en werd geregisseerd door Paul Shapiro. Een oude ex-vriendin van Dean belt hem op nadat haar vader op verdachte wijze is overleden.

## Verhaallijn
Sam en Dean verrekken naar Missouri waar een ex-vriendin van Dean, die weet dat hij op het bovennatuurlijke jaagt, zijn hulp nodig heeft. Eenmaal daar aangekomen legt Deans ex-vriendin, Cassie Robinson uit wat er aan de hand is. Bij het huis van Cassy ontmoeten ze haar moeder Mrs. Robinson, die van streek is en niet in staat is om te praten. Later in de avond wordt nog een bekende van Cassie van de straat gereden.
Cassie eist van de burgemeester dat de weg waarop de drie zijn omgekomen wordt gesloten. De burgemeester weigert omdat het de hoofdweg in en uit de stad is. De broers interviewen Ron Stubbins een vriend van het laatst overleden slachtoffer. Een andere medewerker van de haven vertelt ze een verhaal over een zwarte truck in de jaren 60, die zwarte bestuurders van de weg ramde. De volgende ochtend wordt de burgemeester doodgereden door een zwarte truck. Na wat nader onderzoek ontdekken ze de geschiedenis rondom de familie Dorian.
Nadat Cassie wordt geterroriseerd door de truck, ontdekken ze dat toen haar moeder jong was, ze een relatie had met een man genaamd Cyrus Dorian. Ze verliet hem voor Martin Robinson. Cyrus heeft de kerk waar ze gingen trouwen in brand gestoken waardoor een kinderkoor om het leven kwam. Cyrus valt vervolgens Martin aan. Martin vecht terug en vermoordt hem. Twee van zijn vrienden, Clayton Solmes en Jimmy Anderson helpen hem. Ze dumpen Cyrus' lichaam en de vrachtwagen in een moeras. Toen was Harold Todd nog een jonge adjunct. Hij had ontdekt wat er gebeurd was, maar heeft geholpen het te verhullen omdat hij wist wat Cyrus had gedaan.
De broers slepen de truck uit het moeras en reinigen het lijk dat erin zat. De spooktruck is er echter nog, Dean leidt de truck weg zodat Sam wat extra tijd heeft om een oplossing te vinden. Sam geeft Dean instructies om naar de kerk die Dorian heeft laten afbranden te gaan. Wanneer de truck Dean probeert te volgen, verdwijnt hij zodra hij op het heilige grond van de kerk komt.
De volgende ochtend neemt Dean afscheid van Cassie en gaan de broers weer verder met hun jacht.

## Muziek
"Walk Away" van Joe Walsh and The James Gang

"She Brings Me Love" van Bad Company

"Can't Find my Way Home" van Blind Faith